# Stizolestes erithrichus
Stizolestes erithrichus är en tvåvingeart som först beskrevs av Philippi 1865.  Stizolestes erithrichus ingår i släktet Stizolestes och familjen rovflugor. Inga underarter finns listade i Catalogue of Life.